# Szwajcaria w Konkursie Piosenki Eurowizji
Szwajcaria uczestniczy w Konkursie Piosenki Eurowizji od samego początku, czyli od 1956. Od czasu debiutu konkursem w kraju zajmuje się szwajcarski nadawca publiczny SRG SSR.
Szwajcarscy reprezentanci trzykrotnie wygrali konkurs: w 1956 (Lys Assia z utworem „Refrain”), w 1988 (Céline Dion z „Ne partez pas sans moi”) oraz w 2024 (Nemo z „The Code”).
Z powodu słabych wyników osiągniętych w poprzednich latach, nadawca kraju nie wziął udziału w finale konkursu w 1995, 1999, 2001 i 2003.

## Uczestnictwo
Szwajcaria uczestniczy w Konkursie Piosenki Eurowizji od 1956. Poniższa tabela uwzględnia wszystkich szwajcarskich reprezentantów, tytuły ich konkursowych piosenek oraz wyniki w poszczególnych latach.
| Rok  | Artysta                         | Piosenka                             | Finał              | Finał              | Półfinał                    | Półfinał                    |
| Rok  | Artysta                         | Piosenka                             | Miejsce            | Punkty             | Miejsce                     | Punkty                      |
| ---- | ------------------------------- | ------------------------------------ | ------------------ | ------------------ | --------------------------- | --------------------------- |
| 1956 | Lys Assia                       | „Refrain”                            | 1                  | N/K                | Brak rundy półfinałowej     | Brak rundy półfinałowej     |
| 1956 | Lys Assia                       | „Das alte Karussell”                 | 2                  | N/K                | Brak rundy półfinałowej     | Brak rundy półfinałowej     |
| 1957 | Lys Assia                       | „L’enfant que j’étais”               | 8                  | 5                  | Brak rundy półfinałowej     | Brak rundy półfinałowej     |
| 1958 | Lys Assia                       | „Giorgio”                            | 2                  | 24                 | Brak rundy półfinałowej     | Brak rundy półfinałowej     |
| 1959 | Christa Williams                | „Irgendwoher”                        | 4                  | 14                 | Brak rundy półfinałowej     | Brak rundy półfinałowej     |
| 1960 | Anita Traversi                  | „Cielo e terra”                      | 8                  | 5                  | Brak rundy półfinałowej     | Brak rundy półfinałowej     |
| 1961 | Franca Di Rienzo                | „Nous aurons demain”                 | 3                  | 16                 | Brak rundy półfinałowej     | Brak rundy półfinałowej     |
| 1962 | Jean Philippe                   | „Le retour”                          | 10                 | 2                  | Brak rundy półfinałowej     | Brak rundy półfinałowej     |
| 1963 | Esther Ofarim                   | „T’en va pas”                        | 2                  | 40                 | Brak rundy półfinałowej     | Brak rundy półfinałowej     |
| 1964 | Anita Traversi                  | „I miei pensieri”                    | 13                 | 0                  | Brak rundy półfinałowej     | Brak rundy półfinałowej     |
| 1965 | Yovanna                         | „Non, à jamais sans toi”             | 8                  | 8                  | Brak rundy półfinałowej     | Brak rundy półfinałowej     |
| 1966 | Madeleine Pascal                | „Ne vois-tu pas?”                    | 6                  | 12                 | Brak rundy półfinałowej     | Brak rundy półfinałowej     |
| 1967 | Géraldine                       | „Quel cœur vas-tu briser?”           | 17                 | 0                  | Brak rundy półfinałowej     | Brak rundy półfinałowej     |
| 1968 | Gianna Mascoio                  | „Guardando il sole”                  | 13                 | 2                  | Brak rundy półfinałowej     | Brak rundy półfinałowej     |
| 1969 | Paola del Medico                | „Bonjour, bonjour”                   | 5                  | 13                 | Brak rundy półfinałowej     | Brak rundy półfinałowej     |
| 1970 | Henri Dès                       | „Retour”                             | 4                  | 8                  | Brak rundy półfinałowej     | Brak rundy półfinałowej     |
| 1971 | Peter, Sue and Marc             | „Les illusions de nos vingt ans”     | 12                 | 78                 | Brak rundy półfinałowej     | Brak rundy półfinałowej     |
| 1972 | Veronique Müller                | „C’est la chanson de mon amour”      | 8                  | 88                 | Brak rundy półfinałowej     | Brak rundy półfinałowej     |
| 1973 | Patrick Juvet                   | „Je vais me marier, Marie”           | 12                 | 79                 | Brak rundy półfinałowej     | Brak rundy półfinałowej     |
| 1974 | Piera Martell                   | „Mein Ruf nach dir”                  | 14                 | 3                  | Brak rundy półfinałowej     | Brak rundy półfinałowej     |
| 1975 | Simone Drexel                   | „Mikado”                             | 6                  | 77                 | Brak rundy półfinałowej     | Brak rundy półfinałowej     |
| 1976 | Peter, Sue and Marc             | „Djambo, Djambo”                     | 4                  | 91                 | Brak rundy półfinałowej     | Brak rundy półfinałowej     |
| 1977 | Pepe Lienhard Band              | „Swiss Lady”                         | 6                  | 71                 | Brak rundy półfinałowej     | Brak rundy półfinałowej     |
| 1978 | Carole Vinci                    | „Vivre”                              | 9                  | 65                 | Brak rundy półfinałowej     | Brak rundy półfinałowej     |
| 1979 | Peter, Sue and Marc             | „Trödler und Co”                     | 10                 | 60                 | Brak rundy półfinałowej     | Brak rundy półfinałowej     |
| 1980 | Paola                           | „Cinéma”                             | 4                  | 104                | Brak rundy półfinałowej     | Brak rundy półfinałowej     |
| 1981 | Peter, Sue and Marc             | „Io senza te”                        | 4                  | 121                | Brak rundy półfinałowej     | Brak rundy półfinałowej     |
| 1982 | Arlette Zola                    | „Amour on t’aime”                    | 3                  | 97                 | Brak rundy półfinałowej     | Brak rundy półfinałowej     |
| 1983 | Mariella Farré                  | „Io così non ci sto”                 | 15                 | 28                 | Brak rundy półfinałowej     | Brak rundy półfinałowej     |
| 1984 | Rainy Day                       | „Welche Farbe hat der Sonnenschein?” | 16                 | 30                 | Brak rundy półfinałowej     | Brak rundy półfinałowej     |
| 1985 | Mariella Farre i Pino Gasparini | „Piano piano”                        | 12                 | 39                 | Brak rundy półfinałowej     | Brak rundy półfinałowej     |
| 1986 | Daniela Simmons                 | „Pas pour moi”                       | 2                  | 140                | Brak rundy półfinałowej     | Brak rundy półfinałowej     |
| 1987 | Carol Rich                      | „Moitié, moitié”                     | 17                 | 26                 | Brak rundy półfinałowej     | Brak rundy półfinałowej     |
| 1988 | Céline Dion                     | „Ne partez pas sans moi”             | 1                  | 137                | Brak rundy półfinałowej     | Brak rundy półfinałowej     |
| 1989 | Furbaz                          | „Viver senza tei”                    | 13                 | 47                 | Brak rundy półfinałowej     | Brak rundy półfinałowej     |
| 1990 | Egon Egemann                    | „Musik klingt in die Welt hinaus”    | 11                 | 51                 | Brak rundy półfinałowej     | Brak rundy półfinałowej     |
| 1991 | Sandra Simo                     | „Canzone per te”                     | 5                  | 118                | Brak rundy półfinałowej     | Brak rundy półfinałowej     |
| 1992 | Daisy Auvray                    | „Mister Music Man”                   | 15                 | 32                 | Brak rundy półfinałowej     | Brak rundy półfinałowej     |
| 1993 | Annie Cotton                    | „Moi, tout simplement”               | 3                  | 148                | Kvalifikacija za Millstreet | Kvalifikacija za Millstreet |
| 1994 | Duilio                          | „Sto pregando”                       | 19                 | 15                 | Brak rundy półfinałowej     | Brak rundy półfinałowej     |
| 1996 | Kathy Leander                   | „Mon cœur l’aime”                    | 16                 | 22                 | 8                           | 67                          |
| 1997 | Barbara Berta                   | „Dentro di me”                       | 22                 | 5                  | Brak rundy półfinałowej     | Brak rundy półfinałowej     |
| 1998 | Gunvor Guggisberg               | „Lass’ ihn”                          | 25                 | 0                  | Brak rundy półfinałowej     | Brak rundy półfinałowej     |
| 2000 | Jane Bogaert                    | „La vita cos'è”                      | 20                 | 14                 | Brak rundy półfinałowej     | Brak rundy półfinałowej     |
| 2002 | Francine Jordi                  | „Dans le jardin de mon âme”          | 22                 | 15                 | Brak rundy półfinałowej     | Brak rundy półfinałowej     |
| 2003 | Brak reprezentanta              | Brak reprezentanta                   | Brak reprezentanta | Brak reprezentanta | Brak rundy półfinałowej     | Brak rundy półfinałowej     |
| 2004 | Piero & The MusicStars          | „Celebrate!”                         | –                  | –                  | 22                          | 0                           |
| 2005 | Vanilla Ninja                   | „Cool Vibes”                         | 8                  | 128                | 8                           | 114                         |
| 2006 | Six4one                         | „If We All Give a Little”            | 16                 | 30                 | Top 11                      | Top 11                      |
| 2007 | DJ Bobo                         | „Vampires Are Alive”                 | –                  | –                  | 20                          | 40                          |
| 2008 | Paolo Meneguzzi                 | „Era stupendo”                       | –                  | –                  | 13                          | 47                          |
| 2009 | Lovebugs                        | „The Highest Heights”                | –                  | –                  | 14                          | 15                          |
| 2010 | Michael von der Heide           | „Il pleut de l’or”                   | –                  | –                  | 17                          | 2                           |
| 2011 | Anna Rossinelli                 | „In Love for a While”                | 25                 | 19                 | 10                          | 55                          |
| 2012 | Sinplus                         | „Unbreakable”                        | –                  | –                  | 11                          | 45                          |
| 2013 | Takasa                          | „You and Me”                         | –                  | –                  | 13                          | 41                          |
| 2014 | Sebalter                        | „Hunter of Stars”                    | 13                 | 64                 | 4                           | 92                          |
| 2015 | Mélanie René                    | „Time to Shine”                      | –                  | –                  | 17                          | 4                           |
| 2016 | Rykka                           | „The Last of Our Kind”               | –                  | –                  | 18                          | 28                          |
| 2017 | Timebelle                       | „Apollo”                             | –                  | –                  | 12                          | 97                          |
| 2018 | Zibbz                           | „Stones”                             | –                  | –                  | 13                          | 86                          |
| 2019 | Luca Hänni                      | „She Got Me”                         | 4                  | 364                | 4                           | 232                         |
| 2020 | Gjon’s Tears                    | „Répondez-moi”                       | Konkurs odwołany   | Konkurs odwołany   | Konkurs odwołany            | Konkurs odwołany            |
| 2021 | Gjon’s Tears                    | „Tout I’univers”                     | 3                  | 432                | 1                           | 291                         |
| 2022 | Marius Bear                     | „Boys Do Cry”                        | 17                 | 78                 | 9                           | 118                         |
| 2023 | Remo Forrer                     | „Watergun”                           | 20                 | 92                 | 7                           | 97                          |
| 2024 | Nemo                            | „The Code”                           | 1                  | 591                | 4                           | 132                         |
| 2025 | Zoë Më                          | „Voyage”                             | 10                 | 214                | Organizator                 | Organizator                 |
| 2026 |                                 |                                      |                    |                    |                             |                             |

Legenda:
     1. miejsce

## Historia głosowania w finale (1956–2025)
Poniższe tabele pokazują, którym krajom Szwajcaria przyznaje w finale najwięcej punktów oraz od których państw szwajcarscy reprezentanci otrzymują najwyższe noty
| Lp. | Kraj            | Punkty |
| --- | --------------- | ------ |
| 1   | Włochy          | 275    |
| 2   | Francja         | 228    |
| 3   | Wielka Brytania | 225    |
| 4   | Szwecja         | 207    |
| 5   | Niemcy          | 196    |

| Lp. | Kraj            | Punkty |
| --- | --------------- | ------ |
| 1   | Holandia        | 203    |
| 2   | Wielka Brytania | 194    |
| 3   | Austria         | 188    |
| 4   | Finlandia       | 176    |
| 5   | Belgia          | 169    |

## Organizacja
Szwajcaria była gospodarzem Konkursu Piosenki Eurowizji dwa razy: w 1956 i 1989. Pierwszy finał imprezy odbył się w Teatro Kursaal w Lugano, a 34. – w Palais de Beaulieu w Lozannie.
Po zwycięstwie Nemo w konkursie w 2024 szwajcarski nadawca otrzymał prawa do organizacji 69. Konkursu Piosenki Eurowizji. 30 sierpnia 2024 ogłoszono, że konkurs odbędzie się na terenie hali St. Jakobshalle w Bazylei. W styczniu 2025 ujawniono, że koncerty konkursowe poprowadzą: Hazel Brugger, Sandra Studer oraz dołączająca do duetu prezenterek w finale konkursu – Michelle Hunziker.
| Rok  | Miejsce | Arena              | Prowadzący                                               |
| ---- | ------- | ------------------ | -------------------------------------------------------- |
| 1956 | Lugano  | Teatro Kursaal     | Lohengrin Filipello                                      |
| 1989 | Lozanna | Palais de Beaulieu | Lolita Morena Jacques Deschenaux                         |
| 2025 | Bazylea | St. Jakobshalle    | Hazel Brugger, Sandra Studer i Michelle Hunziker (finał) |

## Nagrody im. Marcela Bezençona
Nagroda Artystyczna (zwycięzcę wybierają komentatorzy konkursu)
| Rok  | Piosenka   | Wykonawca |
| ---- | ---------- | --------- |
| 2024 | „The Code” | Nemo      |

Nagroda Kompozytorów (zwycięzcę wybierają kompozytorzy biorący udział w konkursie)
| Rok  | Piosenka         | Wykonawca    | Autor(zy)                                                    |
| ---- | ---------------- | ------------ | ------------------------------------------------------------ |
| 2021 | „Tout I’univers” | Gjon’s Tears | Gjon Muharremaj Nina Sampermans Wouter Hardy Xavier Michel   |
| 2024 | „The Code”       | Nemo         | Nemo Mettler Benjamin Alasu Lasse Midtsian Nymann Linda Dule |
| 2025 | „Voyage”         | Zoë Më       | Emily Middlemas Tom Oehler Zoë Anina Kressler                |

## Gratulacje: 50 lat Konkursu Piosenki Eurowizji
W październiku 2005 odbył się koncert jubileuszowy Gratulacje: 50 lat Konkursu Piosenki Eurowizji zorganizowany przez Europejską Unię Nadawców (EBU). W trakcie koncertu odbył się plebiscyt na najlepszą piosenkę w historii konkursu. 10. miejsce w plebiscycie zajęła szwajcarska propozycja „Ne partez pas sans moi” Céline Dion, zwycięski utwór z 1988.